# Shaheed (1948)
Shaheed ist ein Hindi-Film von Ramesh Saigal aus dem Jahr 1948. Er steht im Kontext der Quit-India-Bewegung und einer Welle terroristischer Aktivitäten in den 1940er Jahren in Indien.

## Handlung
Ram ist der Sohn des kolonialen Polizeichefs Raibahadur Dwarkadas. Gegen den Willen seines Vaters tritt er einer Gruppe der Freiheitskämpfer bei. Seine Kindheitsfreundin Sheela rettet ihn mehrmals vor Gefangenschaften. Sie wird jedoch gezwungen, den bösen Polizisten Vinod zu heiraten, der im Gegenzug ihren Bruder Gopal freilässt und verspricht, Ram zu retten.
Am Ende steht Ram wegen terroristischen Aktivitäten vor Gericht und wird von seinem reuigen Vater verteidigt. Doch dies alles bringt nichts, denn es stellt sich heraus, dass Ram schuldig ist. Folglich wird Ram erhängt. Auch Sheela stirbt und ist nun im Tode mit Ram vereint.

## Musik
| Liedtitel                           | Sänger                      |
| ----------------------------------- | --------------------------- |
| Badnam Na Ho Jaye                   | Surindar Kaur               |
| Aana Hai To Aajao                   | Surindar Kaur               |
| Watan Ki Rah Mein Watan Ke          | Mohammed Rafi, Khan Mastana |
| Watan Ki Rah Mein Watan Ke – Part 2 | Mohammed Rafi, Khan Mastana |
| Aaja Bedardi Baalama                | Geeta Dutt                  |
| Ujhada Umeedon Ka Chaman            |                             |
| Bachpan Ki Yaad Dheere Dheere       | Lalita Deulkar              |

Die Liedtexte zur Musik von Ghulam Haider schrieben Qamar Jalalabadi und Raja Mehdi Ali Khan.